# نازک‌مرغ سینه‌زرد
نازک‌مرغ سینه‌زرد (نام علمی: Apalis flavida) نام یک گونه از سرده نازک‌مرغ است.